# Hibbertia orbicularis
Hibbertia orbicularis är en tvåhjärtbladig växtart som beskrevs av Toelken. Hibbertia orbicularis ingår i släktet Hibbertia och familjen Dilleniaceae. Inga underarter finns listade i Catalogue of Life.